# Соколівська сільська рада (Теребовлянський район)
Со́колівська сільська́ ра́да — адміністративно-територіальна одиниця та орган місцевого самоврядування в Теребовлянському районі Тернопільської області  (до вересня 2015). Адміністративний центр — село Соколів.

## Загальні відомості
- Соколівська сільська рада утворена в 1939 році. Від вересня 2015 року ввійшла у склад Золотниківської сільської громади.
- Територія ради: 4,923 км²
- Населення ради: 870 осіб (станом на 2001 рік)
- Територією ради протікає річка Стрипа.

## Населені пункти
Сільській раді підпорядковані населені пункти:
- с. Соколів
- с. Сокільники
- с. Панталиха

## Склад ради
Рада складається з 12 депутатів та голови.
- Голова ради: Горун Мирон Онисійович
- Секретар ради: Кльоц Марія Миронівна

### Керівний склад попередніх скликань
| Прізвище, ім'я, по батькові | Основні відомості                                                               | Дата обрання | Дата звільнення |
| --------------------------- | ------------------------------------------------------------------------------- | ------------ | --------------- |
| Горун Мирон Онисійович      | Сільський голова, 1961 року народження, освіта середня спеціальна, безпартійний | 26.03.2006   | 31.10.2010      |
| Горун Мирон Онисійович      | Сільський голова, 1961 року народження, освіта середня спеціальна, безпартійний | 31.10.2010   |                 |

Примітка: таблиця складена за даними сайту Верховної Ради України

### Депутати
За результатами місцевих виборів 2010 року депутатами ради стали:

#### За суб'єктами висування
| Суб'єкт висування       | Кількість обраних депутатів | %    |
| ----------------------- | --------------------------- | ---- |
| Самовисування           | 11                          | 91,7 |
| Партія «Справедливість» | 1                           | 8,3  |

#### За округами
| № округу                | Прізвище, ім'я, по батькові      | Дата визнання обраним | Освіта             | Партійна приналежність       | Відомості про обраного депутата                     |
| ----------------------- | -------------------------------- | --------------------- | ------------------ | ---------------------------- | --------------------------------------------------- |
| Партія «Справедливість» |                                  |                       |                    |                              |                                                     |
| 6                       | Логойда Володимир Миколайович    | 01.11.2010            | середня спеціальна | позапартійний                | ТзОВ «Захід-агропродукт», слюсар                    |
| Самовисування           |                                  |                       |                    |                              |                                                     |
| 1                       | Рогальський Олег Володимирович   | 01.11.2010            | середня спеціальна | позапартійний                | тимчасово не працює                                 |
| 2                       | Романський Микола Орестович      | 01.11.2010            | вища               | позапартійний                | Підгаєцька ВДАІ, інспектор ДПС                      |
| 3                       | Козловська Марія Ільківна        | 01.11.2010            | вища               | позапартійна                 | Соколівська загальноосвітня школа І-ІІ ст., вчитель |
| 4                       | Кучера Мар'ян Іванович           | 01.11.2010            | вища               | позапартійний                | тимчасово не працює                                 |
| 5                       | Логойда Марія Володимирівна      | 01.11.2010            | середня спеціальна | член Партії «Справедливість» | тимчасово не працює                                 |
| 7                       | Кльоц Марія Миронівна            | 01.11.2010            | середня спеціальна | позапартійна                 | Соколівська сільська рада, секретар                 |
| 8                       | Подвірний Богдан Іванович        | 01.11.2010            | вища               | позапартійний                | пенсіонер                                           |
| 9                       | Гандурський Микола Володимирович | 01.11.2010            | середня спеціальна | позапартійний                | ТзОВ «Західагро-продукт», механік                   |
| 10                      | Костюк Людмила Євстахіївна       | 01.11.2010            | середня спеціальна | член Партії «Справедливість» | приватний підприємець                               |
| 11                      | Корпан Василь Ігорович           | 01.11.2010            | середня спеціальна | позапартійний                | тимчасово не працює                                 |
| 12                      | Волощакевич Михайло Степанович   | 01.11.2010            | вища               | позапартійний                | Соколівська загальноосвітня школа І-ІІ ст., завгосп |